# Отрывок Песни о Сигурде
«Отрывок Песни о Сигурде» (исл. Brot af Sigurðarkviðu) — одна из поэм древнескандинавского «Королевского кодекса» (XIII век), входящая в состав «Старшей Эдды». Её причисляют к «песням о героях».

## Сюжет
«Песнь о Сигурде» сохранилась не полностью: утрачены начало и конец, нарушен порядок некоторых уцелевших строф. При этом содержание поэмы восстанавливается по «Саге о Вёльсунгах». В утраченной части Сигурд обменивается клятвами верности с Брюнхильд, но позже выпивает напиток забвения и женится на Гудрун, дочери конунга Гьюки. Братья Гудрун, Гуннар и Хёгни (Гьюкунги) становятся его побратимами. Гуннар сватается к Брюнхильд, но не может преодолеть огненный вал, окружающий её чертог. Сигурд принимает обличье Гуннара, преодолевает вал и проводит с Брюнхильд три ночи, но всё это время между ними лежит обнажённый меч. В итоге Брюнхильд становится женой Гуннара. Позже из-за спора с Гудрун она узнаёт, что была обманута, и требует от мужа, чтобы тот убил Сигурда.
В сохранившейся части поэмы Гуннар объясняет Хёгни, почему он решил убить побратима. Гьюкунги рассказывают Гудрун, как они разрубили Сигурда напополам, Брюнхильд радуется этому убийству, но на следующий день оплакивает погибшего и предрекает Гуннару и Хёгни гибель из-за нарушения клятв. В прозаической вставке «О смерти Сигурда» перечисляются разные версии того, как был убит герой: в лесу, в пути на тинг, в собственной постели. «Однако все говорят единогласно, — заключает автор „Песни“, — что убийцы нарушили верность ему и напали на него лежащего и не готового к защите».

## Оценки
«Отрывок» является одним из целого ряда произведений германского эпоса, посвящённых Сигурду/Зигфриду. Излагаемая в нём версия событий ближе остальных к изначальному сюжету: главный герой погибает в лесу, Брюнхильд ещё не отождествляется с разбуженной Сигурдом валькирией. Исследователь Андреас Хойслер предположил, что «Отрывок» соответствует первой ступени развития сюжета и жанровой формы (вторая ступень — «Краткая Песнь о Сигурде», третья — утраченная «Большая Песнь о Сигурде»). По мнению других учёных, это просто две разных трактовки исходного материала.
Считается, что поэма связана с Южной Германией. Предположительно она была создана в X веке. Ян де Фрис датировал «Отрывок» XII веком, так как видел в нём сходство со средневековыми балладами. Елеазар Мелетинский в связи с этим написал, что Фрис «склонен всякое проявление фольклоризма считать балладностью»; по мнению Мелетинского, «отчётливый фольклоризм» «Отрывка» доказывает его популярность в Скандинавии и, в частности, в Исландии.
Характерные черты «Отрывка» — лаконичность, высокий драматизм, сочетание общей экспрессивности с «эпически объективным характером образов».